# THE KEBABS (アルバム)
『THE KEBABS』（ザ・ケバブス）は、THE KEBABSのライブ・アルバム。2020年2月26日にインペリアルレコードから発売。

## 概要
THE KEBABSのメジャーデビューアルバム。収録曲は、今年1月に今作収録曲の一部をレコーディングするために下北沢GARDENにて行われた収録ライブ「THE KEBABS 録音」の音源から13曲、このほかにスタジオ・レコーディングされた3曲を加えたCD2枚組全16曲となっている。なお、1stデモ収録の「Cocktail Party Anthem」と2ndデモ収録の「ジャキジャキハート」は今作には収録されていない。
初回限定盤は上記の収録ライブ音源からアンコール分の楽曲が収録されており、「THE KEBABSのテーマ」は1stデモの音源からミックス変更のうえ再収録されているほか、メンバーの新井弘毅が在籍していたserial TV dramaがインディーズ時代に発表した楽曲「まばゆい」がTHE KEBABSカバーver.として収録されている。

## 収録曲
| 全編曲: THE KEBABS。 |                                                    |                     |                     |       |
| #                    | タイトル                                           | 作詞                | 作曲                | 時間  |
| 1.                   | 「オーロラソース」                                 | 田淵智也            | 田淵智也            | 2:07  |
| 2.                   | 「THE KEBABSがやってくる」                         | 佐々木亮介          | 佐々木亮介          | 3:42  |
| 3.                   | 「すごいやばい」                                   | 田淵智也            | THE KEBABS          | 4:22  |
| 4.                   | 「恐竜あらわる」                                   | 田淵智也            | THE KEBABS          | 3:41  |
| 5.                   | 「ピアノのある部屋で」                             | 田淵智也            | 田淵智也            | 2:42  |
| 6.                   | 「ホラー映画を観よう」                             | 佐々木亮介          | THE KEBABS          | 5:50  |
| 7.                   | 「メリージェーン知らない」                         | 田淵智也            | 新井弘毅            | 3:22  |
| 8.                   | 「THE KEBABSは忙しい」                             | 田淵智也            | THE KEBABS          | 3:23  |
| 9.                   | 「猿でもできる」                                   | 田淵智也            | 田淵智也            | 4:12  |
| 10.                  | 「枕を変えたら眠れない」(映画『王様になれ』劇中歌) | 佐々木亮介 田淵智也 | 佐々木亮介 田淵智也 | 3:19  |
| 合計時間:            | 合計時間:                                          | 合計時間:           | 合計時間:           | 36:40 |

| 全編曲: THE KEBABS。 |                                           |            |            |       |
| #                    | タイトル                                  | 作詞       | 作曲       | 時間  |
| 1.                   | 「台風ブンブン」                          | 田淵智也   | THE KEBABS | 3:04  |
| 2.                   | 「Bad rock‘n’roll show」                  | 田淵智也   | THE KEBABS | 2:59  |
| 3.                   | 「THE KEBABSのテーマ (IKASITA fade MIX)」 | THE KEBABS | THE KEBABS | 3:33  |
| 4.                   | 「おねがいヘルプミー」                    | 佐々木亮介 | THE KEBABS | 2:38  |
| 5.                   | 「まばゆいpart 2」                        | 田淵智也   | 田淵智也   | 3:07  |
| 6.                   | 「まばゆい」                              | 伊藤文暁   | 新井弘毅   | 6:09  |
| 合計時間:            | 合計時間:                                 | 合計時間:  | 合計時間:  | 21:30 |